# Variações (Film)
Variações (internationaler Titel: Variações: Guardian Angel) ist ein Film des portugiesischen Regisseurs João Maia. Die Filmbiografie beschäftigt sich mit dem Leben des portugiesischen Popsängers António Variações, der 1984 an AIDS starb.
Der Film war mit fast 280.000 Besuchern der erfolgreichste portugiesische Film des Jahres 2019 und steht auch drei Jahre später noch an vierter Stelle der erfolgreichsten Produktionen des portugiesischen Kinos seit Einführung der öffentlich geführten Box-Office-Zahlen (2004).

## Inhalt
Der Film zeigt den Werdegang des Sängers, der aus der nordportugiesischen Provinz mit Zwischenstationen in London und Amsterdam in die Hauptstadt Lissabon kam, dort als Friseur insbesondere der Musik- und Filmwelt arbeitete und in die lokale Schwulenszene eintauchte. Er wurde danach als Popsänger bekannt, bevor er im Alter von nur 39 Jahren starb. Seine Musik, die als avantgardistische Popmusik mit Einflüssen portugiesischer Folklore und Fado für Aufsehen sorgte, prägte die portugiesische Popmusik der 1980er Jahre wesentlich.
Der Film zeigt in bunten Farben das widersprüchliche Leben des António Variações, der sowohl ausgesprochen bewusst und gesund lebte als auch ein intensives Leben führte, das ihn zwischen der Verbundenheit zu seinen traditionellen Wurzeln und portugiesischer Kultur (Literatur, Musik, Poesie) einerseits und seinem kosmopolitischen, avantgardistischen und extrovertierten Drang andererseits manövrieren ließ. Sein eigenwilliges, auffälliges Äußeres galt dabei stets als sein Markenzeichen.

## Produktion und Rezeption
Der Film entstand nach jahrelangen Verhandlungen, Produktionsversuchen und Drehbuchentwürfen. Bereits für 2009 war der Film angekündigt, Rechtsstreitigkeiten u. a. zwischen Regisseur und Produktionsfirmen sorgten für weitere Verzögerungen.
Variações kam am 22. August 2019 in die portugiesischen Kinos und wurde mit einer breiten Werbekampagne (Werbeplakate, Fernsehclips) begleitet. Eine der verschiedenen Vorpremieren wurde auf dem populären NOS Alive!-Musikfestival im Juli in Form eines Liveauftritts der Filmband gefeiert. Mit fast 280.000 Besuchern wurde der Film danach ein großer Publikumserfolg (erfolgreichster portugiesischer Film 2019) und zählt zu den fünf erfolgreichsten Kinoproduktionen des Landes seit 2004 (Beginn der öffentlich geführten Box-Office-Zahlen).
Die detaillierte und weitgehend originalgetreue Ausstattung unterstreicht die popkulturelle Atmosphäre der späten 1970er und frühen 1980er Jahre zwischen Resignation und Aufbruch, insbesondere im Portugal zwischen der befreienden Nelkenrevolution 1974 und den tiefgreifenden Umbrüchen im Land auf dem Weg zum EU-Beitritt 1986.